# Маринчев Грич
Маринчев Грич (словен. Marinčev Grič) — поселення в общині Врхника, Осреднєсловенський регіон, Словенія. 
Висота над рівнем моря: 642 м.